# Croissy-sur-Celle
Croissy-sur-Celle è un comune francese di 264 abitanti situato nel dipartimento dell'Oise della regione dell'Alta Francia.
Il territorio comunale è bagnato dal fiume Selle, noto anche come Celle, affluente della Somme.

## Società

### Evoluzione demografica
Abitanti censiti